# 어류의 수은 농축

석탄의 연소나 철광 채굴 같은 과정에서 발생한 메틸수은이 수중으로 흘러가면 생태계의 먹이 사슬을 따라 대형 물고기의 몸에 농축된다.

어류와 조개는 종종 자신의 몸에 메틸수은을 비롯한 중금속을 축적한다. 전 세계의 바다와 강에서 잡히는 어폐류에는 수질 오염에 의한 오염물질 축적이 관찰되고 있다. 청새치, 참치, 상어, 황새치, 삼치, 멕시코만의 옥돔과 물고기 같이 수명이 길고 생태적 지위에서 먹이 사슬의 상위를 차지하는 어종은 다른 것보다 더 높은 농도의 수은을 체내에 농축한다.
수은은 사람도 생체 축적이 일어나는 중금속이다. 따라서 수중 먹이 사슬을 통해 수은이 축적된 해산물을 먹으면 사람 역시 수은 중독을 일으킬 수 있다. 수은은 특히 중추신경계통을 손상시키며 독성이 큰 금속으로 생태계와 인간 사회 모두에게 위협이 된다. 물 속으로 흘러가는 수은은 다른 퇴적물과 함께 바닥에 가라앉아 플랑크톤의 먹이와 함께 생태계로 유입되기 시작하며 먹이 사슬의 단계가 올라갈 수록 점점 더 높은 축적 농도를 지니게 된다.
어류의 수은 농축은 특히 임신 중이거나 수유 중인 여성을 통해 태아나 유아에게 전달되어 건강 문제를 일으킬 수 있다. 참치는 태아의 발달에 도움을 주는 영양소가 많지만, 수은 농축 문제로 임신부에게 매우 적은 양만 먹도록 권장되며 일부 보건 단체는 아예 먹지 말라고 권고한다.

## 생체 농축
어류의 소비는 인간과 동물 모두에게 수은 생체 농축의 주요 원인이다. 수은과 메틸 수은은 바닷물에 매우 적은 농도로 녹아있지만 먹이 사슬의 시작 부분인 조류에 의해 대개 메틸 수은 형태로 흡수된다. 이 조류는 작은 물고기나 플랑크톤의 먹이가 되고 이들 플랑크톤과 작은 물고기는 보다 큰 물고기들의 먹이가 되며 이렇게 최상위 포식자까지 전달된다. 어류는 메틸 수은의 생체 농축이 쉽게 일어나며 매우 느리게 배출되기 때문에 수명이 긴 어류일수록 농축량이 늘어나게 된다. 메틸 수은은 불용성이어서 배설이 되지 않고 체내에 축적된다. 주로 내장에 축적되지만 일부는 근육에도 축적된다. 이러한 이유로 영양 단계의 최고 층위까지 생체 농축이 발생한다. 더 많은 수은을 체내에 농축한 물고기를 먹으면 그만큼 더 빠르게 수은의 체내 농축을 겪게 된다. 황새치나 상어와 같은 포식성 어류 또는 물수리나 독수리 같은 조류의 체내에 직접 노출만으로 설명 할 수 있는 것보다 높은 수은 농축이 있는 것은 이때문이다. 예를 들어 청어에는 몸무게 1 kg 당 약 0.1 ppm의 수은이 포함되어있는 반면 상어에는 1 ppm 이상의 수은이 포함되어 있다. 사람도 이와 같은 이유로 수은 농축을 겪게 된다.

## 수은 오염원

### 지상 수은 오염
수은의 방출은 화산의 분출과 같은 자연적인 원인, 산업 활동에 의한 인위적 원인, 그리고 이미 방출되어 축적된 수은이 다시 방출되는 재방출로 나누어 생각할 수 있다. 전체 방출량 가운데 자연적 원인은 10% 정도이고 인위적 원인은 30%이며 나머지 60% 정도는 재방출이다. 그러나 재방출되는 수은의 대다수는 인위적 배출원을 기원으로 한다.
인위적 방출원으로는 석탄 연소, 시멘트 생산, 석유의 정련, 금 채굴, 중금속 폐기물, 치과용 아말감, 염소-알칼리 화학 산업, 염화 비닐, 철광, 제련 산업, 비철 금속 생산 등이 포함된다. 2010년 기준 인위적 원인에 의한 수은 배출량은 총 1,960 톤으로 추산되었다. 이 중 대부분은 석탄 연소와 금 채굴에서 발생하며, 각각 총 인위적 생산량의 24%와 37%를 차지한다.
가장 큰 방출 원인인 재방출은 다양한 방식으로 발생한다. 토양에 축적된 수은은 홍수가 났을 때 다시 방출될 수 있다. 식물이 흡수한 수은은 산불을 통해 대기 중으로 다시 방출된다. 정확한 수은 재방출의 정도를 측정하는 것은 어렵지만, 계속하여 연구되고 있다. 방출 방식 가운데 어떤 것이 주된 원인인 지 알게 되면 이를 예방할 수 있기 때문이다. 지상에서 방출된 수은은 빗물에 씻겨 큰바다에 이르게 된다. 2008년 연구에서 시뮬레이션한 수은의 해양 퇴적은 3,700 톤으로 추정되었다. 강은 지구상 전체 물에 극히 일부에 지나지 않지만, 인류의 활동과 깊은 관계가 있기 때문에 2,420 톤에 달하는 수은이 퇴적되었을 것으로 추정된다. 바다에 퇴적된 수은은 다시 수중 재방출의 근원이 된다. 메틸 수은으로 전환되어 재방출된 수은의 양은 300 톤 가량으로 추정된다. 이 가운데 13%가 먹이 사슬로 흘러가며 그 양은 연간 40 톤에 달한다.
결국 어류에 농축되는 수은의 약 40 %는 석탄 연소나 염소 생산 공장과 같은 산업활동에 의한 것이다. 미국의 경우 수은 오염의 가장 큰 원인은 석탄 연료 발전이다. 한국의 경우 수은 배출량은 2005년 32.2 톤에서 2015년 9.2 톤으로 크게 감소하였지만, 석탄 화력 발전은 여전히 수은의 주요 배출원이다.  염소 화학 공장은 소금에서 염소를 추출하기 위해 수은을 사용한다. 이때문에 사용 후 폐수에 수은이 함유될 위험이 높다. 최근에는 수은을 사용하지 않는 보다 안전한 공정으로 대체되고 있다. 한편 석탄은 자체적으로 수은을 포함하고 있다. 수은 중독의 위험이 알려진 이후 석탄 발전소는 수은 회수 장치를 사용하여 수은 배출량을 줄이고 있다.
미국의 경우 수은의 대기 배출량 가운데 50%는 발전소에 의한 것이다. 가나와 같은 나라는 금 채굴이 국가의 주요 산업이어서 수은 화합물을 사용하기 때문에 금광업 노동자의 상당수가 많은 양의 수은에 노출된다. 이런 나라에서는 금광업을 통한 수은 농축은 어류의 먹이 사슬에 의한 농축 보다 더 큰 위험 요소가 된다.
수은이나 산화 수은 방출의 주요 원인이 발전소나 소각로이기 때문에 어류의 수은 농축 문제를 다룰 때에도 전체 산업 구조와 에너지 산업을 함께 고려하여야 한다.

### 수중 수은 오염
양식업에서 사용하는 어류의 사료에는 종종 수은이 포함된다. 2007년 연구에서 이렇게 사용되는 양식 사료가 수중 수은 오염원이 되는 사례가 보고되었다. 그러나 양식 어류 역시 다른 수중 생태계를 통해 수은이 유입될 수 있다. 중국의 사례를 보면 양식 어류의 90%가 수은을 농축하고 있었다.  결국 통제된 환경인 양식업을 통해서도 어류의 수은 농축이 일어난다는 사실이 밝혀졌는데, 사료보다는 수은을 포함하는 퇴적물의 사용이 주요 원인으로 지목되고 있다.
하와이 해양 생물학 연구소는 양식에 사용되는 어류 사료에 수은, 납, 비소와 같은  중금속이 포함되어 있음을 지적하였고, 유엔 역시 식량농업기구와 같은 산하 조직에 이를 전달했다.
홍수는 한 지점에서 발행한 수은 오염을 넓은 지역으로 확산시킬 수 있다. 캐나다에서는 그래시 내로우스에 있는 제지공장에서 유출된 수은이 홍수를 통해 확산된 사례가 있다. 이렇게 홍수를 통해 넓은 지역으로 퍼져 나간 수은을 함유한 퇴적물은 세균의 서직지가 되어 생태계의 먹이 사슬로 편입된다. 캐나다 온타리오주의 호수 연구 단지는 호수에 사는 어류의 생검을 포함한 연구로 다양한 수은 오염원의 효과를 연구하였다.

### 수은 오염원 제어
하버드 대학과 미국 지질 조사국의 과학자들이 주도한 연구에 따르면 향후 수십 년 동안 수은 방출 수준은 현재 보다 50% 증가할 것이라고 한다.  이 연구는 또한 산업 을 통한 수은 오염 증가를 감소시킬 방법을 찾고 있다. 현재 여러 국가는 대기 중으로 방출되는 수은을 감지하는 시스템을 구현하고 있다. 한국은 대기오염제어 장치 (APCD)를 구현하여 수은 방출을 통제하고 있다. 석탄 발전 등의 수은 오염은 정전기를 이용한 회수 시스템(ESP, electrostatic precipitator)로 제거할 수 있다. 이러한 장치는 이산화 황을 제거하는 집진 장치등과 함께 사용된다. 그럼에도 불구하고 한국 역시 수은 재고를 산업에 다시 사용하기 때문에 결국 재방출 문제에서 자유롭지는 못하다.

## 건강

### 서로 다른 영향
어류의 수은 농축이 사람에게 미치는 영향은 인구 집단이나 연령에 따라 다르게 나타날 수 있다. 특정 집단은 수은 중독에 더 민감하며 어린이 역시 보다 위험하다. 미국의 경우 아메리카 원주민, 아시아계 미국인, 태평양 섬 주민의 경우 여성의 16.9%가 기준량을 초과하는 체내 수은 농축량을 보였다. 북대서양 페로 제도에서는 임신중 거두고래 섭취로 인해 어린이들의 수은 중독 문제가 보고되었다. 2020년 전미경제연구소는 콜롬비아 해안에서 어획한 어류의 수은 함량과 출생 아동의 생애를 장기 추적하여 수은 함량이 높은 해에 태어난 어린이의 교육 성과 및 직업 수준이 그렇지 않은 경우보다 떨어진다는 결과를 발표하였다.

#### 규제 및 건강
어류의 수은 농축은 분명 공중 보건 문제를 일으키지만, 종합적인 추적 연구가 어렵고 사람마다 반응 정도가 달라서 일괄적인 연관이 어렵다. 특히 수은은 인체에 지속적으로 누적되어 농축되는데 일정 농도 이하에서는 아무런 증상을 일으키지 않다가 이를 넘기면 급격히 증상이 일어나기 때문에 예방에도 어려움을 겪는다.
미국 환경보호청은 건강에 영향을 줄 수 있는 혈중 수은 농도를 주정하여 이를 방지하기 위한 규제를 실시하고 있다. 가임 여성의 혈중 수은 농도 분석에 따르면 메틸 수은 노출은 주로 어류 섭취를 통해 발생한다. 미국 식품의약국은 임산부와 어린이들이 날 생선을 섭취하지 않도록 적극 권고한다.

#### 수은 농축 의료 사례
미국 환경보호청은 고농도의 메틸 수은에 노출되면 시각 장애, 청력 및 언어 장애, 협응 부족, 근육 약화 등이 일어날 수 있다고 경고한다. 수은 농축의 장기 추적 연구는 인간 활동에 의한 수은 방출이 해양 생물에 농축되어 다시 식탁에 오른다고 결론 짓는다.  수은 농축에 대한 민감도는 인구 집단 마다 다른데 특히 아메리카 원주민은 수은 중동에 매우 취약하다. 특히 대부분의 아메리카 원주민에게 어류는 주요 단백질 공급원이어서 문제가 더 심각하다. 이러한 의학 연구를 바탕으로 환경 문제에 대한 몇 차례의 소송이 진행된 바 있다.

### 미나마타 병
1950년대 일본 규슈의 해변 마을 미나마타 주민들은 동물의 이상 행동을 발견하였다. 고양이들이 잔뜩 긴장하여 떨고 몸을 비틀며 비명을 질렀고 얼마 지나지 않아 다른 동물들도 같은 행동을 했다. 새들도 하늘을 날 다 떨어져 내렸다. 1956년 빈곤층에서도 고통을 호소하기 시작하자 조사가 시작되었고 물고기 섭취가 원인이라는 것을 알아냈다. 1957년 미나미타에서는 낚시가 금지되었다. 인근의 신일본 질소 주식회사가 방출한 수은이 원인이었다. 이 공해로 인해 약 5,000 명이 죽었고 아마도 50,000 명이 수은 중독을 겪은 것으로 추정된다. 미나마타의 수은 중독은 오늘날 미나마타병으로 알려져 있다.

## 오염 수준

### 가장 많이 오염 된 어종
어류 섭취로 인한 수은 농축 위험 수준은 종과 크기에 따라 다르다. 대체로 크고 수명이 긴 물고기일 수록 높은 수은 농축을 보인다. 상어에서는 청상아리속의 농축 정도가 매우 높다. 미국 뉴저지 해안의 물고기 가운데 3분의 1이 0.5 ppm 이상 수은 농축을 보였다. 이탈리아 남부 둘러싼 바다에서 잡은 어류에 대한 또 다른 연구는 같은 어종이라도 무게가 많이 나갈 수록 수은 농축도 높다는 것을 보였다. 이탈리아 해안의 아귀는 킬로그램 당 수은의 권장 한도 인 1 밀리그램보다 높은 2.2 밀리그램의 수은 농도가 보고되었다. 이탈리아의 어획량 가운데 3분의 1 가량은 아드리아 해에서 잡힌다.
물고기의 포식 방식도 수은 농축에 영향을 미친다. 중국의 초어는 같이 사는 잉어보다 수은 농축량이 적은데 잉어는 바닥 흙을 통째로 삼켰다 뱉는 여과 섭식자이기 때문이다. 이 과정에서 퇴적물에 있는 상당량의 메틸수은이 잉어의 몸에 축적된다.
| 상업용 어폐류의 수은 농축 정도                                                                                             | 상업용 어폐류의 수은 농축 정도 | 상업용 어폐류의 수은 농축 정도 | 상업용 어폐류의 수은 농축 정도 | 상업용 어폐류의 수은 농축 정도 | 상업용 어폐류의 수은 농축 정도                     | 상업용 어폐류의 수은 농축 정도 | 상업용 어폐류의 수은 농축 정도 |
| | 생물종                         | 측정량 (ppm)                   | 표준편차 (ppm)                 | 중앙값 <(ppm)                  | 비고                                               | 영양 단계                      | 최대 수명 (연)                 |
| --- | ------------------------------ | ------------------------------ | ------------------------------ | ------------------------------ | -------------------------------------------------- | ------------------------------ | ------------------------------ |
| | 멕시코만 옥돔                  | 1.123                          | n/a                            | n/a                            | 중앙 대서양의 것은 이에 비해 낮아 식용이 가능하다. | 3.6                            | 35                             |
| | 황새치                         | 0.995                          | 0.539                          | 0.870                          |                                                    | 4.5                            | 15                             |
| | 상어                           | 0.979                          | 0.626                          | 0.811                          |                                                    |                                |                                |
| | 청상아리속                     | 0.730                          | n/a                            | n/a                            |                                                    | 4.5                            | 14                             |
| | 눈다랑어                       | 0.689                          | 0.341                          | 0.560                          | 생/냉동                                            | 4.5                            | 11                             |
| | 오렌지라피                     | 0.571                          | 0.183                          | 0.562                          |                                                    | 4.3                            | 149                            |
| | 돛새치과*                      | 0.485                          | 0.237                          | 0.390                          |                                                    | 4.5                            |                                |
| | 스페인 청상아리                | 0.454                          | n/a                            | n/a                            | 멕시코만                                           | 4.5                            | 5                              |
| | 참바리아과                     | 0.448                          | 0.278                          | 0.399                          | 이에 속하는 모든 종                                | 4.2                            |                                |
| | 다랑어                         | 0.391                          | 0.266                          | 0.340                          | 이에 속하는 모든 종, 생/냉동                       |                                |                                |
| | 파란농어                       | 0.368                          | 0.221                          | 0.305                          |                                                    | 4.5                            | 9                              |
| | 은대구                         | 0.361                          | 0.241                          | 0.265                          |                                                    | 3.8                            | 94                             |
| | 날개다랑어                     | 0.358                          | 0.138                          | 0.360                          | 생/냉동                                            | 4.3                            | 9                              |
| | 비막치어                       | 0.354                          | 0.299                          | 0.303                          |                                                    | 4.0                            | 50+                            |
| | 황다랑어                       | 0.354                          | 0.231                          | 0.311                          | 생/냉동                                            | 4.3                            | 9                              |
| | 날개다랑어                     | 0.350                          | 0.128                          | 0.338                          | 통조림                                             | 4.3                            | 9                              |
| | 서양 민어                      | 0.287                          | 0.069                          | 0.280                          | 태평양                                             | 3.4                            |                                |
| | 큰넙치                         | 0.241                          | 0.225                          | 0.188                          |                                                    | 4.3                            |                                |
| | 민어                           | 0.235                          | 0.216                          | 0.157                          | 바다 송어                                          | 3.8                            | 17                             |
| | 양볼락과                       | 0.233                          | 0.139                          | 0.181                          |                                                    |                                |                                |
| | 스페인 고등어                  | 0.182                          | n/a                            | n/a                            | 남대서양                                           | 4.5                            |                                |
| | 아귀                           | 0.181                          | 0.075                          | 0.139                          |                                                    | 4.5                            | 25                             |
| | 퉁돔과                         | 0.166                          | 0.244                          | 0.113                          |                                                    |                                |                                |
| | 배스                           | 0.152                          | 0.201                          | 0.084                          | 줄농어, 흑해산 포함                                | 3.9                            |                                |
| | 퍼치 (농어과)                  | 0.150                          | 0.112                          | 0.146                          | 민물                                               | 4.0                            |                                |
| | 대서양 옥돔                    | 0.144                          | 0.122                          | 0.099                          |                                                    | 3.6                            | 35                             |
| | 가다랑어                       | 0.144                          | 0.119                          | 0.150                          | 생/냉동                                            | 3.8                            | 12                             |
| | 버펄로피시                     | 0.137                          | 0.094                          | 0.120                          |                                                    |                                |                                |
| | 홍어과                         | 0.137                          | n/a                            | n/a                            |                                                    |                                |                                |
| | 다랑어                         | 0.128                          | 0.135                          | 0.078                          | 모든 하위 종 포함, 통조림                          |                                |                                |
| | 바다 퍼치 *                    | 0.121                          | 0.125                          | 0.102                          |                                                    |                                |                                |
| | 대구                           | 0.111                          | 0.152                          | 0.066                          |                                                    | 3.9                            | 22                             |
| | 잉어                           | 0.110                          | 0.099                          | 0.134                          |                                                    |                                |                                |
| | 미국바닷가재                   | 0.107                          | 0.076                          | 0.086                          |                                                    |                                |                                |
| | 양놀래기                       | 0.093                          | 0.059                          | 0.088                          |                                                    |                                |                                |
| | 닭새우과                       | 0.093                          | 0.097                          | 0.062                          |                                                    |                                |                                |
| | 화이트피시 (뱅어과)            | 0.089                          | 0.084                          | 0.067                          |                                                    |                                |                                |
| | 참고등어                       | 0.088                          | n/a                            | n/a                            | 태평양                                             | 3.1                            |                                |
| | 청어                           | 0.084                          | 0.128                          | 0.048                          |                                                    | 3.2                            | 21                             |
| | 색줄멸과                       | 0.081                          | 0.103                          | 0.050                          |                                                    | 3.1                            |                                |
| | 헤이크 (민대구)                | 0.079                          | 0.064                          | 0.067                          |                                                    | 4.0                            |                                |
| | 송어류                         | 0.071                          | 0.141                          | 0.025                          | 민물                                               |                                |                                |
| | 게                             | 0.065                          | 0.096                          | 0.050                          | 청게, 왕게과, 대게                                 |                                |                                |
| | 병어과                         | 0.058                          | n/a                            | n/a                            |                                                    | 3.5                            |                                |
| | 가자미목 *                     | 0.056                          | 0.045                          | 0.050                          | 도다리, 가자미, 서대기                             |                                |                                |
| | 해덕대구                       | 0.055                          | 0.033                          | 0.049                          | 대서양                                             |                                |                                |
| | 화이팅 (민어과)                | 0.051                          | 0.030                          | 0.052                          |                                                    |                                |                                |
| | 대서양고등어                   | 0.050                          | n/a                            | n/a                            |                                                    |                                |                                |
| | 조기 (대서양)                  | 0.065                          | 0.050                          | 0.061                          |                                                    |                                |                                |
| | 숭어과                         | 0.050                          | 0.078                          | 0.014                          |                                                    |                                |                                |
| | 세드 (미국)                    | 0.039                          | 0.045                          | 0.045                          |                                                    |                                |                                |
| | 가재                           | 0.035                          | 0.033                          | 0.012                          |                                                    |                                |                                |
| | 북대서양대구속                 | 0.031                          | 0.089                          | 0.003                          |                                                    |                                |                                |
| | 메기목                         | 0.025                          | 0.057                          | 0.005                          |                                                    | 3.9                            | 24                             |
| | 살오징어목                     | 0.023                          | 0.022                          | 0.016                          |                                                    |                                |                                |
| | 연어 *                         | 0.022                          | 0.034                          | 0.015                          | 생/냉동                                            |                                |                                |
| | 멸치과                         | 0.017                          | 0.015                          | 0.014                          |                                                    | 3.1                            |                                |
| | 연어 *                         | 0.014                          | 0.021                          | 0.010                          | 통조림                                             |                                |                                |
| | 정어리                         | 0.013                          | 0.015                          | 0.010                          |                                                    | 2.7                            |                                |
| | 틸라피아 *                     | 0.013                          | 0.023                          | 0.004                          |                                                    |                                |                                |
| | 굴                             | 0.012                          | 0.035                          | n/d                            |                                                    |                                |                                |
| | 조개 *                         | 0.009                          | 0.011                          | 0.002                          |                                                    |                                |                                |
| | 새우 *                         | 0.009                          | 0.013                          | 0.001                          |                                                    |                                | 6.5                            |
| | 국자가리비                     | 0.003                          | 0.007                          | n/d                            |                                                    |                                |                                |
| * 표는 메틸수은만 분석된 값이며 나머지는 수은과 메틸수은을 합한 총 수은량 n/a – 데이터 없음 n/d – 검출 레벨 이하 (0.01ppm) |                                |                                |                                |                                |                                                    |                                |                                |

미국 정부는 미국 전역 291개 하천에서 수은 오염을 검사했다. 미국 내무부는 모든 하천의 물고기가 수은 농축을 보였으며 외딴 오지의 하천도 예외가 아니었다고 발표하였다. 그 가운데 25 %는 환경보호국이 정한 기준치를 넘는 수은을 농축하고 있었다.

## 법률

### 일본
미나마타병 이후 일본은 수은 규제를 강화하였다. 특히 수은 광산을 폐쇄하였는데  1964년 연간 2,500 톤을 정점으로 최근에는 연간 10톤으로 감소하였다. 이 외에도 일본은 다양한 규제 정책을 도입하였다.
| 범주      | 규제                                      | 결과 |
| --------- | ----------------------------------------- | --- |
| 화장품    | 약사법                                    | 수은 및 그 화합물 사용 금지 |
| 농업      | 농약 관리법                               | 수은 및 그 화합물을 활성 성분으로 사용 금지                                                                                            |
| 가정 용품 | 유해 물질 함유 생활 용품 관리에 관한 법률 | 가정용 접착제, 가정용 페인트, 가정용 왁스, 구두약, 구두 크림, 기저귀, 턱받이, 속옷, 장갑 및 양말 수은이 없을 것                        |
| 의약품    | 약사법                                    | 경구 제제에 수은 화합물 사용금지. 이 외에도 어떠한 경우든지 유효 성분으로 머큐로크롬 사용 금지. 다른 방법이 없을 경우만 방부제로 사용. |
| 공기      | 대기 오염 관리법                          | 40 mg / m 3 이하 |
| 물        | 환경 기본법 및 수질 오염 방지법           | 환경 품질 표준 : 수로 및 지하수에서 0.0005 mg/L 이하. 유출수 표준 0.005 mg/L 이하.                                                     |
| 흙        | 환경 기본법 및 토양 오염 대책법           | 환경 품질 표준 : 수용액 시료에서 0.0005 mg/L 이하. 용출수에서 0.0005 mg/L 이하. 시료 고형물에서 15 mg/kg 이하.                         |

잠재적 수은 오염원을 줄이면 수은의 1차 방출과 재방출을 막아 인간에게 들어가는 수은 양을 감소시킨다.
일본은 수은 중독에 의한 집단적 발병을 겪은 나라로서 국제 수은 규제법을 촉구하고 있다. 그러나 끔직한 경험과 광범위한 규제에도 불구하고 일본은 대중에게 정보를 제공하는 경우가 거의 없다. 일본의 어류 섭취 권고 사항은 미국보다 덜 엄격하다.

### 미국

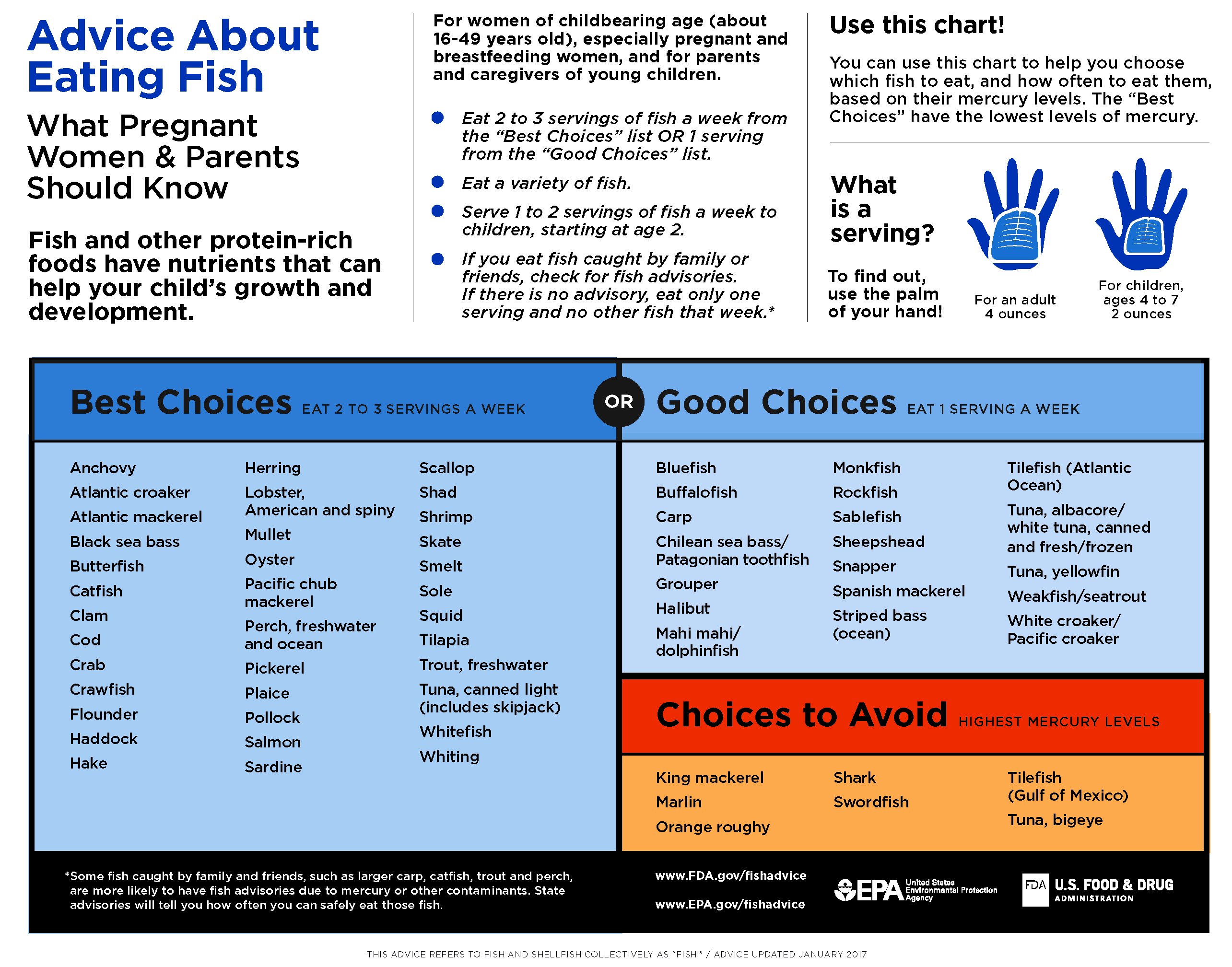
미국 환경보호청 및 식품의약국에서 발행한 어류 주의표

미국의 수은 배출 규제는 청정공기법을 바탕으로 한다.
2005년 미국 환경보호청은 청정공기법의 시행령으로 발전소의 수은 배출을 규제하려는 첫 시도를 하였다. 조지 W. 부시 행정부는 배출권 거래제를 통해 산업의 수은 배출을 규제하면서 발전소를 제외했다가 2008년 소송을 당했다. 미국 컬럼비아 특별구 순회 항소 법원은 발전소만 예외적으로 제외한 것은 부적절하다고 판결하였다.

### 유럽 연합
유럽 연합은 규정 (EU) 2017/852를 통해 수은 첨가 제품의 제조, 수출 및 수입을 금지한다. 이에 따라 치과용 아말감을 포함한 산업 전반의 수은 사용은 엄격한 규제를 받는다. 최근 유럽연합은 LUCAS라는 대형 토지 피복 감시를 기반으로 표토의 수은 함량을 추정했다. 유럽 표토의 0 - 20 cm 구간에서 수은 함량은 킬로그램 당 중앙값이 38 μg이다.

### 대한민국
한국은 심해성 어류, 다랑어류 및 새치류에 대해 킬로그램 당 1 mg 이하의 메틸수은을 함유한 것만을 판매하도록 하고 있다.
2019년 미나마타 협약에 가입하여 각종 산업의 수은 배출과 사용을 규제하고 있다.
대한민국 국립환경과학원의 화학물질정보시스템은 일반 어류와 참치 통조림을 1주일에 400 g 미만으로 섭취하도록 권고하고 있다.

## 같이 보기
- 참치의 수은
- 고래 고기
- 미나마타병

## 참고 문헌
- Kidd K and Batchelar K (2011) "Mercury" In: Wood CM, Farrell AP and Brauner CJ, Fish Physiology: Homeostasis and Toxicology of Non-Essential Metals, pages 238–297. Academic Press. ISBN 9780123786340.
- Lubick, N. (2009). “Ocean mercury on the increase”. 《Nature》. doi:10.1038/news.2009.218.
- Rasmussen, RS; Nettleton, J; Morrissey, MT (2005). “A Review of Mercury in Seafood: special focus on tuna” (PDF). 《Journal of Aquatic Food Product Technology》 14 (4): 71–100. doi:10.1300/J030v14n04_06. S2CID 94568585. 2016년 4월 15일에 원본 문서 (PDF)에서 보존된 문서. 2021년 4월 4일에 확인함.